# Módulo de atraque ASTP
El módulo de atraque ASTP fue el módulo usado para el atraque entre una nave Apolo y una cápsula Soyuz durante la misión ASTP (Apollo-Soyuz Test Project) en julio de 1975, durante la primera misión espacial conjunta entre los Estados Unidos y la Unión Soviética.
El módulo de atraque para la misión ASTP fue construido exclusivamente para esta misión. Consistía básicamente en una esclusa con capacidades de atraque en cada uno de sus extremos para permitir la transferencia de tripulaciones entre la nave Apolo y la Soyuz. Tenía 3,15 m de largo, 1,4 m de diámetro máximo y un peso de 2012 kg.
Debido a que las presiones y composiciones de la atmósfera de ambas naves eran diferentes (0,34 atmósferas de presión y 100% de oxígeno puro para la nave Apolo y 0,68 atmósferas de presión y nitrógeno/oxígeno para la Soyuz en esa misión), el módulo de atraque fue utilizado como esclusa donde aumentar o disminuir la presión atmosférica al moverse los astronautas de una nave a otra, permaneciendo en él mientras el módulo permanecía cerrado y los cambios de presión tenían lugar.
El cilindro de presión del módulo de atraque tenía unas paredes de aluminio de 1,58 cm de ancho. El módulo incluía una sección de sistemas que contenía pantallas de datos, un transceptor VHF/FM, el sistema de control ambiental y compartimentos de almacenamiento. En el módulo también había máscaras de oxígeno, extintores, luces, una caja de conexiones para enlazar los circuitos de comunicaciones de la cápsula Soyuz con los de la Apolo, un horno MA-010 multipropósito y dos armarios de almacenamiento con un equipo de televisión y partes de repuesto.

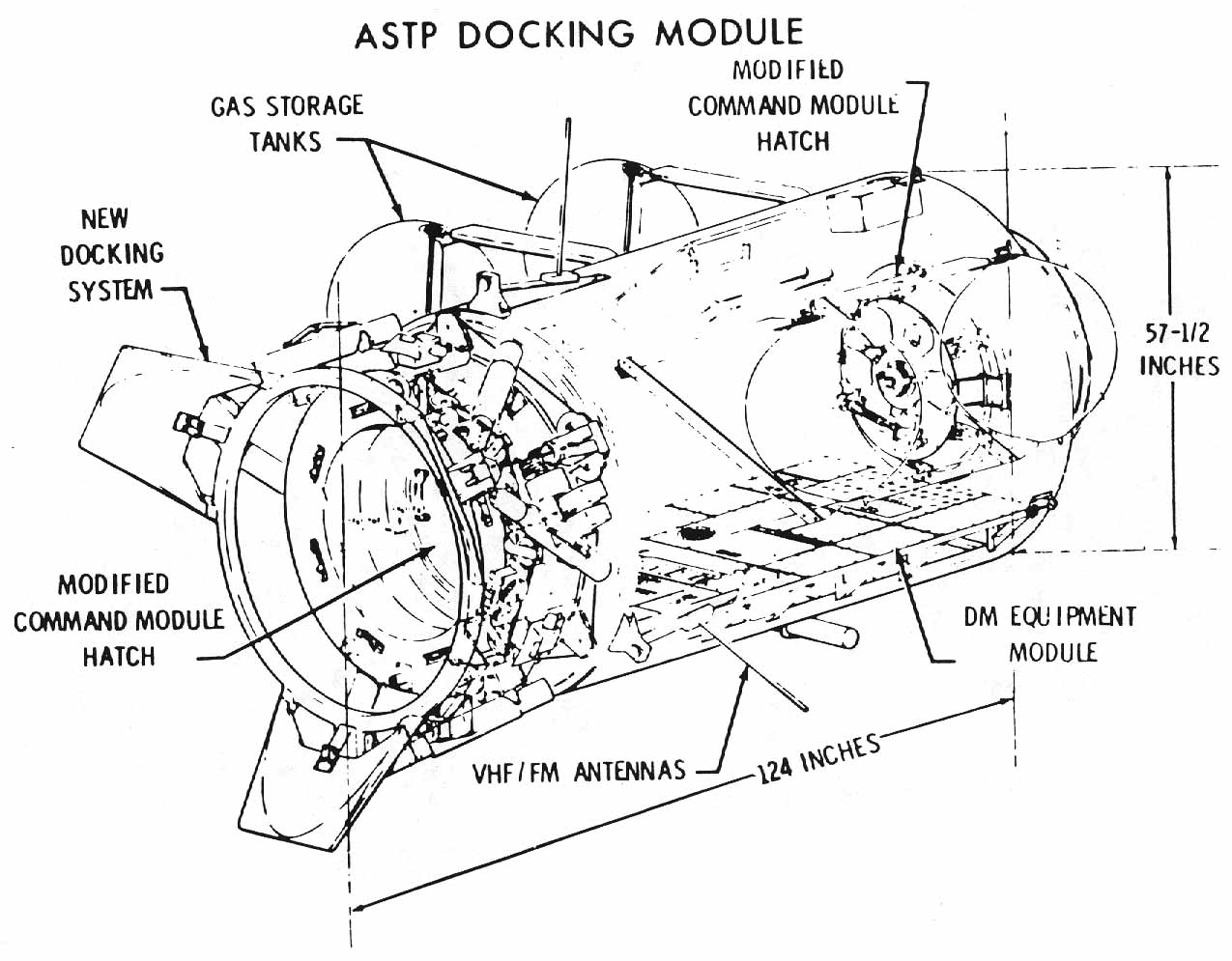
Diagrama del módulo de atraque.

El cilindro presurizado y los tanques de gas externos iban recubiertos con una cobertura aislante hecha de Inconel sobre un recubrimiento multicapa. Cuatro tanques idénticos y externos al módulo contenían oxígeno y nitrógeno gaseosos, con otros cuatro tanques protegidos por una cubierta aislante. En total en los tanques había 18,9 kg de nitrógeno y 21,7 kg de oxígeno.
El sistema de atraque universal que montaba el módulo era de diseño soviético. Consistía en un anillo guía extensible con tres placas guía en forma de pétalo, tres pestillos de captura y seis atenuadores hidráulicos para un atraque suave. El atraque firme se conseguía mediante la retracción del anillo guía con un sistema por cable que comprimía los sellos entre la Apolo y la Soyuz, seguida por el cierre de ocho pestillos estructurales.
La alimentación eléctrica del módulo provenía del módulo de mando y servicio de la nave Apolo. El módulo no portaba sistemas de eliminación de dióxido de carbono, función que se llevaba a cabo por los sistemas de control ambiental de la Apolo o la Soyuz.
El módulo fue construido por Rockwell International.